# Condado de Krapkowice
Nota linguística: Não confundir hrabstwo (condado) com powiat (divisão administrativa)..
Krapkowice (polaco: powiat krapkowicki) é um powiat (condado) da Polónia, na voivodia de Opolskie. A sede é a cidade de Krapkowice. Estende-se por uma área de 442,35 km², com 68 279 habitantes, segundo os censos de 2005, com uma densidade 154,36 hab/km².

## Divisões admistrativas
O condado possui:
Comunas urbana-rurais: Gogolin, Krapkowice, Zdzieszowice
Comunas rurais: Strzeleczki, Walce
Cidades: Gogolin, Krapkowice, Zdzieszowice

## Demografia
População (dados de 30 de Junho de 2005):
|          | Total   | Total | Mulheres | Mulheres | Homens  | Homens |
| -------- | ------- | ----- | -------- | -------- | ------- | ------ |
|          | pessoas | %     | pessoas  | %        | pessoas | %      |
| Total    | 68 279  | 100   | 35 029   | 51,3     | 33 250  | 48,7   |
| Cidades  | 37 789  | 100   | 19 286   | 51       | 18 503  | 49     |
| Povoados | 30 490  | 100   | 15 743   | 51,6     | 14 747  | 48,4   |